# Ибрагимов, Абузар
Абузар Ибрагимов (азерб. Abuzər İbrahimov; 3 июня 1975) — азербайджанский футболист, опорный полузащитник. Выступал за сборную Азербайджана.

## Биография
Во взрослом футболе дебютировал в первом сезоне независимого чемпионата Азербайджана в клубе «Иншаатчи» (Баку). Провёл в его составе четыре сезона, в 1992 году стал победителем первого розыгрыша Кубка Азербайджана, в 1993 году — полуфиналистом турнира. После расформирования «Иншаатчи» в 1995 году перешёл в бакинский «Нефтчи», стал чемпионом и обладателем Кубка страны сезона 1995/96, но в составе не закрепился. Затем играл за клубы-середняки национального чемпионата бакинские «Фарид» и ОИК, а в сезоне 1998/99 предпринял новую безуспешную попытку закрепиться в «Нефтчи». Обладатель Кубка Азербайджана 1998/99.
В 1999 году перешёл в клуб «Шафа» (Баку), где провёл полтора сезона. Часть сезона 2000/01 провёл в составе «Виляша» (Масаллы), ставшего бронзовым призёром чемпионата. В 2001 году перешёл в «Карабах» (Агдам), с которым также стал бронзовым призёром чемпионата, однако результаты сезона 2001/02 не были признаны официально.
С 2003 года снова играл за «Шафу» и «Карабах», а также за ряд других клубов, не достигавших в это время особых успехов — «Бакылы», «Гянджа», «Гянджларбирлийи» (Сумгаит). Последние матчи в профессиональном футболе провёл в возрасте 32 лет.
Всего в высшей лиге Азербайджана сыграл 217 матчей и забил 8 голов.
В национальной сборной Азербайджана дебютировал 8 февраля 2000 года в товарищеском матче против Албании. Свой второй и последний матч сыграл 9 мая 2001 года против Грузии.
В 2008 году выступал за сборную Азербайджана по пляжному футболу.

## Достижения
- Чемпион Азербайджана: 1995/96
- Бронзовый призёр чемпионата Азербайджана: 1995/96, 1998/99, 2000/01, 2001/02
- Обладатель Кубка Азербайджана: 1992, 1995/96, 1998/99